# 1416 Renauxa
Renauxa (asteróide 1416) é um asteróide da cintura principal com um diâmetro de 28,95 quilómetros, a 2,7141404 UA. Possui uma excentricidade de 0,102367 e um período orbital de 1 920,42 dias (5,26 anos).
Renauxa tem uma velocidade orbital média de 17,12876254 km/s e uma inclinação de 10,04353º.
Esse asteróide foi descoberto em 4 de Março de 1937 por Louis Boyer.